# Lorenz Kastner
Lorenz Kastner (* 10. August 1833 in Burgau; † 6. Oktober 1919 in München) war ein deutscher Philosoph.

## Leben
Der Sohn eines „Landfabrikanten“ studierte nach dem Abitur in Augsburg Philosophie am Lyzeum in Dillingen an der Donau und Philologie an der Universität München, wo er sich bei der Abschlussprüfung 1857 mit dem Prädikat „gut“ für das gymnasiale Lehramt qualifizierte. Am 1. Oktober 1859 erhielt er eine Anstellung als Studienlehrer an der Lateinschule in Amberg, drei Jahre später wechselte er in gleicher Funktion an das Maximiliansgymnasium München über und am 1. Oktober 1866 wurde er zum „Professor der lateinischen Sprache“ am Realgymnasium in Regensburg ernannt. 1868 wurde er am Regensburger Lyzeum die durch den Tod Georg Hannauers (1817–1868) vakante Professur für Philosophie berufen. 1882 wurde er in den vorzeitigen Ruhestand versetzt.

## Schriften (Auswahl)
- Hg.: Martin Deutinger: Der gegenwärtige Zustand der deutschen Philosophie. Aus dem handschriftlichen Nachlasse des Verstorbenen herausgegeben von Lorenz Kastner. München 1866, ISBN 3-924151-09-1.
- Hg.: Die christliche Ethik nach dem Apostel Johannes. Öffentliche Vorträge über die Briefe und die Offenbarung Johannis in der Universitätskirche zu St. Ludwig in München gehalten von Martin Deutinger. Aus dem Nachlasse des Verstorbenen. Regensburg 1867.
- Die philosophischen Systeme Anton Günther’s und Martin Deutinger’s. Stadtamhof 1873.
- Martin Deutinger’s Leben und Schriften. Beitrag zur Reform der Philosophie und Theologie. München 1875.